# Douglas Tompkins
Douglas Rainsford Tompkins (Conneaut, 20 de marzo de 1943-Coyhaique, 8 de diciembre de 2015) fue un empresario y ecologista estadounidense dedicado a la conservación, restauración y activismo medioambiental.
Nacido en Ohio y criado en Nueva York, partió hacia el oeste de los Estados Unidos a los 17 años para esquiar y escalar. En 1964, fundó la compañía The North Face para confeccionar y vender equipamiento para el aire libre. Pocos años después, hizo un viaje a la Patagonia, para escalar el monte Fitz Roy, surfeando, esquiando y escalando a lo largo del camino. Esta aventura fue documentada en la película Mountain of Storms y, posteriormente, en 180° Sur. 
Al regresar, fundó la empresa de ropa Esprit junto con su primera mujer, Susie. Bajo su administración, Esprit creció hasta convertirse en una empresa multinacional. A fines de los años 1980, Tompkins se empezó a interesar cada vez más en el activismo ambiental y a desencantarse con el fomento de la cultura de consumo, llevándolo a vender su parte de Esprit y a crear la Foundation for Deep Ecology y el Conservation Land Trust. Poco tiempo después, se fue a vivir al sur de Chile para concentrarse en la conservación de la región patagónica, creando parques como Pumalín, Corcovado y Yendegaia, entre otros.
El 30 de abril de 2019, a tres años de la muerte del filántropo, su viuda Kris Tompkins concretó el mayor de los sueños de su marido: entregar formalmente al Estado de Chile las decenas de miles de hectáreas de tierras patagónicas que desde comienzo de los años noventa el fundador de North Face comenzó a comprar para salvar del desastre ecológico y dedicar a la conservación. Esta es la mayor donación de tierras privadas de la historia.

## Primeros años
Douglas Tompkins nació en la ciudad de Conneaut, en el estado estadounidense de Ohio, el 20 de marzo de 1943, hijo de un comerciante de antigüedades y decorador. Pasó los primeros años de su vida en la ciudad de Nueva York antes de que su familia se mudase a Millbrook, Nueva York. Terminó su preparatoria en la escuela Indian Mountain, en Lakeville, Connecticut, en 1957. Sus últimos años los cursó en la escuela de Pomfret en Connecticut, donde fue expulsado por diversas infracciones menores. Regresó a Millbrook, Nueva York, sin graduarse de la escuela secundaria.
Tompkins pasó los años entre 1960 y 1962 compitiendo en carreras de esquí y haciendo escalada en Colorado, Europa y América del Sur. En 1963 fundó una empresa de servicio de guías de escalada, en California. Fue durante este tiempo que conoció a Susie Buell, con quién más tarde se casó durante un viaje en California.

## Carrera empresarial

### The North Face
En 1964 Tompkins y su esposa Susie fundaron The North Face, empresa que despachaba por correo equipos de escalada y de camping. En los primeros años establecieron un estándar de diseño de primera calidad para equipos de montañismo, mochilas y sacos de dormir. Alrededor de 1966, Tompkins y un colega diseñaron una carpa que fue de las primeras que descartaba el poste en el medio, usando en su reemplazo varillas flexibles que empujan hacia fuera (tienda de campaña tipo igloo). Este diseño también aumentó la fuerza de ésta,  porque la forma tipo iglú evitaba que el viento las rodara. Estas carpas han sido copiadas ampliamente en todo el mundo. En 1969, Tompkins vendió The North Face para enfocarse en la filmación de viajes de aventura.

### Esprit
En 1968 Tompkins, su esposa Susie y una amiga llamada Jane Tise comenzaron a vender vestidos para mujer en un furgón Volkswagen. En 1971 el negocio pasó a llamarse 'Plain Jane', que posteriormente se convirtió en ESPRIT. En 1978, las ventas alcanzaron los US$100 millones al año, y la empresa comenzó a formar alianzas en Alemania y Hong Kong. Tompkins era el director de imagen, supervisando todos los aspectos de esta área de la empresa, mientras que su esposa era la directora de diseño. La compañía emergió como una de las marcas más populares de la época, convirtiéndose en una transnacional que operaba en 60 países. 
Tompkins estaba cada vez más preocupado por los impactos ecológicos de la industria de la moda, por lo que decidió abandonar el mundo de los negocios. En 1989 vendió su parte de la empresa norteamericana a Susie, de quien ya se había separado, poniendo la mayor parte de sus ingresos en la conservación de tierras. Posteriormente, en 1989 y 1994, vendió su participación en Esprit.

## Ambientalismo y conservación
Después de vender sus intereses en Esprit, Tompkins cambió de residencia al sur de Chile -donde había pasado mucho tiempo haciendo escalada, kayak y esquí- para dedicarse a la conservación de tierras y al activismo medioambiental. En 1990 fundó Foundation for Deep Ecology, organización que apoya el activismo medioambiental, y en 1992 The Conservation Land Trust, dedicada a proteger áreas silvestres, principalmente en Chile.
En 1993 se casó con Kristine McDivitt y desde entonces los dos han trabajado juntos en los proyectos de conservación.
Los esfuerzos de conservación de Tompkins se centran en la preservación de la biodiversidad y paisajes silvestres. Tras adquirir grandes extensiones de tierra, el objetivo es transformarlas en parques nacionales, ya que estos representan la cúspide de las áreas protegidas, entregando la garantía más sólida de una conservación a largo plazo y ofreciendo un conjunto incomparable de atributos ecológicos, valor cultural y beneficios económicos a las comunidades locales.
Tompkins, a la fecha de su muerte, poseía terrenos principalmente en tres áreas: 
- En el sur de Chile, donde hasta hace poco era dueño del Parque Pumalín (recientemente traspasado a la Fundación del mismo nombre) declarado Santuario de la Naturaleza el 2005 y del Parque Corcovado (recientemente traspasado al fisco y convertido en parque nacional). Todavía conserva la propiedad de varios fundos de menor extensión. Está ligado a Conservación Patagónica, institución que tiene otras 70.000 ha en la Región de Aysén, estancia ganadera destinada a convertirse en otro parque nacional (5 a 7 años) junto a las actuales reservas nacionales Lago Jeinimeni y Lago Cochrane (Tamango).
- En el sur de Argentina, de modo indirecto, a través de Conservación Patagónica (hace poco fueron donados para convertirse en el parque nacional Monte León, situados en la cuenca del Río Santa Cruz);
- En el noreste de Argentina (Esteros del Iberá, provincia de Corrientes), Laguna Blanca (Entre Ríos), entre otros.

### Parque Pumalín
El primer proyecto de conservación de gran envergadura de Tompkins fue la creación del Parque Pumalín, en la provincia de Palena, sur de Chile. Un área de 300 000 hectáreas de bosque templado lluvioso o selva valdiviana, de altas cumbres, lagos y ríos. En 1991 Douglas compró el fundo Reñihué, un campo semi-abandonado ubicado al final del fiordo Reñihué, con la idea de proteger las 17 000 hectáreas de este bosque de la explotación. En la próximas décadas, The Conservation Land Trust añadió otras 280 000 hectáreas de terrenos aledaños para crear el Parque Pumalín. 
El accidente ocurrió en la fecha 17 de enero de 2001 en la ruta que une Chaitén y caleta Gonzalo a la altura del kilómetro 135 en la carretera austral, cuando un Coigüe de aproximadamente 34 metros de longitud, cayó sobre una camioneta, terminando con la vida de Freddy B., conductor del vehículo; Marcela H. U., su cónyuge; y el menor G. H. A. La resolución determinó que si existió responsabilidad de los terrenos del Parque Pumalín en sociedad The Conservation Land Trust, Empresas Verdes LLC Chile, Douglas R. Tompkins.  
En el año 2005, el presidente Ricardo Lagos declaró esta área Santuario de la Naturaleza, una designación especial del Estado de Chile que asegura la protección ambiental. The Conservation Land Trust donó estas tierras a la Fundación Pumalín (una fundación chilena) para su administración y desarrollo como un parque privado de acceso público. Mediante la implementación de infraestructura de acceso público, incluyendo senderos, zonas de camping, centros de visitantes y un restaurante, Tompkins ha buscado promover la experiencia en la naturaleza, con la esperanza de inspirar una ética ambiental más profunda en miles de visitantes al parque. Aunque el proyecto inicialmente provocó controversia -en gran parte porque este tipo de filantropía de conservación privada era previamente desconocida en Chile- el parque sigue ganando el apoyo de los lugareños y visitantes. En 2018 la presidenta Michelle Bachelet anunció junto a Kris Tompkins que el parque pasaría a formar parte del sistema de Parques Nacionales de Chile, rebautizando su nombre a "Parque Nacional Douglas Tompkins".

### Parque nacional Corcovado
Al sur de Parque Pumalín, se encuentra el parque nacional Corcovado, el cual representa uno de los proyectos de conservación concretados por Douglas Tompkins. En 1994 The Conservation Land Trust (CLT), junto al filántropo estadounidense Peter Buckley, adquirió 208 000 ha de bosque nativo, adyacentes a una vasta áreas de tierras públicas, bajo la jurisdicción de las fuerzas armadas chilenas. CLT ofreció donar estas tierras al Estado chileno, siempre que toda la zona se convirtiera en parque nacional. En el 2005, el presidente Ricardo Lagos aceptó esta propuesta, y nació el parque nacional Corcovado de cerca de 300 000 ha.

### Proyecto Iberá
El proyecto Iberá comenzó  como una iniciativa de conservación liderada por Doug Tompkins y The Conservation Land Trust (CLT) con el objetivo de ampliar y fortalecer la protección de la reserva natural existente conocida como Esteros del Iberá, en la provincia argentina de Corrientes. Desde 1983 la Reserva Natural de Iberá ha consistido en 553 000 hectáreas de humedales protegidos, proporcionando un hábitat seguro para una variedad de especies nativas y promoviendo una transición de una economía de explotación a una economía de conservación y ecoturismo. Gracias a una donación  de 195 094 ha realizada por Kristine Douglas, en 2018 una zona fue convertida en Parque Nacional, y en ella se reintrodujo el yaguareté, especie que llevaba siete décadas en extinción en la región. También introdujeron osos hormigueros y nutrias gigantes.

### Restauración ecológica
Además de preservar zonas prístinas, Tompkins ha trabajado en restaurar paisajes dañados y proteger especies amenazadas.  La restauración ecológica ha sido un elemento fundamental de la mayoría de los proyectos de conservación de Tompkins, especialmente en las regiones de pastizales degradados de Chile.

### Agricultura ecológica
Tompkins ha desarrollado modelos de agricultura orgánica sostenible, que mantienen la salud de los suelos y la integridad ecológica, al mismo tiempo que benefician a las familias consumidoras y apoyan la economía local.
En los alrededores de Parque Pumalín, las granjas de Hornopirén, Vodudahue, Ventisquero, Pillan y Reñihué sirven tanto como modelos de agricultura ecológica a pequeña escala, como estaciones de guardaparques. Cada una de estas granjas produce una variedad de productos, como miel, frutos y vegetales orgánicos, además de ganadería ovina y bovina.  En el fundo Pillán existe una instalación de extracción y envasado de miel y, que se vende bajo el nombre Pillan Organics.
En el noreste de Argentina, Tompkins tiene empresas ganaderas en la provincia de Corrientes y granjas productoras de cereales y frutas en la provincia de Entre Ríos. Cada granja presta especial atención al desarrollo de prácticas sostenibles.

### Activismo medioambiental
A diferencia de muchos conservacionistas, Tompkins además ha sido siempre un activista. A través de Foundation for Deep Ecology (FDE), ha publicado una serie de libros activistas sobre diversos temas ambientales, como incendios forestales, la tragedia de la agricultura industrial, ganadería, y la tragedia de la silvicultura industrial. Sumado a esto, FDE tiene una larga historia en la entrega de financiamiento a través de postulaciones, para áreas como la conservación de la biodiversidad. Una de las campañas más famosas de Tompkins es Patagonia Sin Represas, un movimiento contra las represas planeadas de la compañía HidroAysén.

## Fallecimiento
Tompkins falleció el 8 de diciembre de 2015 a causa de una «hipotermia accidental severa», después de volcar su kayak, cuando se encontraba en el Lago General Carrera.

## Reconocimientos
Alrededor del mundo, la obra de conservación medioambiental de Tompkins ha ganado muchos elogios en el ámbito de las organizaciones ecológicas.
- En 2007 el International Conservation Caucus Foundation concedió el premio Good Steward a él y a su esposa[13]
- En 2008 el Alpine Club estadounidense le otorgó el Premio David R. Brower por su trabajo en la preservación.
- En 2009 Latin Trade lo nombró  'líder ambiental del año'.[14]
- En 2007 fue nombrado miembro honorario de la sociedad americana de arquitectos paisajistas, en reconocimiento a su trabajo de restauración de paisajes dañados.
- En 2009 el autor de Eco Barons Edward Humes, escribiendo sobre los soñadores, conspiradores y millonarios que están salvando nuestro planeta, presentó a Tompkins como el primer ejemplo de este nuevo grupo de filántropos.[15]
- En 2012 el African Rainforest Conservancy honró a Douglas y su esposa Kristine con su 'New Species Award;[16]
- En 2016 su esposa donó 400 000 hectáreas patagónicas a Chile.[17][18][19][20][21][22]

## Controversias
Una de las fundaciones de Tompkins se vio envuelta en una controversia en 2014, al conocerse que, luego de donarle al Gobierno de Chile 38 000 hectáreas de la Hacienda, la fundación Yendegaia, le habría dado autorización a Miguel Serka para cazar a los ejemplares de las últimas manadas de caballos salvajes que quedan en el mundo y que corren libremente por aquel sector hace más de 60 años, todo esto, en el contexto de un control de fauna, para evitar la destrucción del ecosistema del lugar y prevenir contagio de enfermedades a otras especies de la zona ocasionados por los animales. Estos animales no son nativos de las tierras del nuevo Parque Yendegaia, sino que fueron introducidos por los dueños de la Hacienda, que fue donada al estado y nombrada parque nacional gracias a la fundación de Tompkins.
Los métodos que habría utilizado Serka para cazar a los ejemplares son el uso de perros, es el uso de ballestas y redes pescadoras, haciendo que los animales sufran supuestas múltiples fracturas, y que la mayoría termine muriendo lenta y dolorosamente a causa de las graves heridas provocadas. Autoridades chilenas confiesan no tener mayor información acerca del tema, y aún no han tomado medidas al respecto.
Las medidas de captura de caballos salvajes fueron revertidas por la Contraloría General de la República de Chile a petición del presidente de la fundación Caballos Epeison de Darwin, Andrés Cox Baeza y del concejal regionalista de Punta Arenas Juan José Arcos Srdanovic.
Por otro lado, en la fundación señalaron que estas acusaciones son completamente falsas, de hecho, nunca se pudieron comprobar fehacientemente, señalando textual según su vocero Hernán Mladinic lo siguiente:

Si tú miras las imágenes no ves ni una matanza, ni caballos atravesados por ballestas. Se ve un caballo con una fractura en la pata, que ocurrió producto de un accidente por el movimiento de animales, y las imágenes de personas cargando ballestas se deben a que el contratista evaluó el uso de dardos tranquilizantes, método descartado rápidamente debido a su ineficacia.
Hernán Mladinic, vocero fundación Yendegaia